# 九州医療専門学校
九州医療専門学校（きゅうしゅういりょうせんもんがっこう）とは、佐賀県鳥栖市と長崎県諫早市にある医療系・福祉系の専門学校。運営母体は学校法人九州アカデミー学園。

## 概要
医療系のはり師・きゅう師、柔道整復師、歯科衛生士、歯科技工士、福祉系の介護福祉士、精神保健福祉士、社会福祉士、などの学科がある。

## 沿革
- 1967年 - 財団法人設立
- 1968年 - 鳥栖歯科衛生士学院開校
- 1974年 - 鳥栖歯科衛生専門学校に改名
- 1975年 - 学校法人鳥栖歯科学園設立、歯科技工士科設置
- 1977年 - 歯科衛生士科が2年制へ移行、歯科技工士科に専攻科設置
- 1991年 - 介護福祉士科設置、九州福祉医療専門学校に改名
- 1993年 - 社会福祉士科設置
- 1995年 - 学校法人九州アカデミー学園に改名
- 1996年 - ソーシャルワーカー科設置
- 1997年 - 長崎校開校、介護福祉士科設置
- 1998年 - 精神保健福祉士科設置
- 2000年 - 社会福祉士通信学科設置
- 2001年 - 環境生態・工学科設置
- 2002年 - 社会福祉科を福祉環境科に改名、精神保健福祉士科通信学科設置、九州環境福祉医療専門学校に改名
- 2003年 - 鍼灸師科設置
- 2005年 - 歯科衛生士科が3年制へ移行
- 2006年 - 美容師科、美容師通信学科、鍼灸臨床研修科設置
- 2009年 - 柔道整復科設置
- 2011年 - 九州医療専門学校に改称
- 2012年 - 柔道整復臨床研修科設置予定

## 所在地
- 佐賀県鳥栖市古野町176番地8（古野校（本校）：歯科技工士本科、歯科技工士専攻科）
- 佐賀県鳥栖市桜町1449番地1（桜町校：歯科衛生士科）
- 佐賀県鳥栖市松原町1709番地2（松原校：鍼灸師科、鍼灸臨床研修科、柔道整復科、柔道整復臨床研修科（設置予定））
- 佐賀県鳥栖市田代外町1526番地1（田代校：精神保健福祉士科、精神保健福祉士通信学科、社会福祉士通信学科）
- 長崎県諫早市幸町52番7号（長崎校：介護福祉士科）

## 交通手段
古野校の場合、JRの鳥栖駅から徒歩12分。桜町校は、JRの田代駅から徒歩1分。松原校は、JRの田代駅から徒歩3分。田代校は、JRの田代駅から徒歩約8分。

## 附属施設
- 九福附属歯科技工臨床研修センター（古野校）
- 九福附属治療院（松原校）
- 九福附属接骨院（松原校）

## 姉妹校
- 遼寧医学院